# Primula miyabeana
Primula miyabeana là một loài thực vật có hoa trong họ Anh thảo. Loài này được T. Itô & Kawak. miêu tả khoa học đầu tiên năm 1911.